# Soro (botanica)

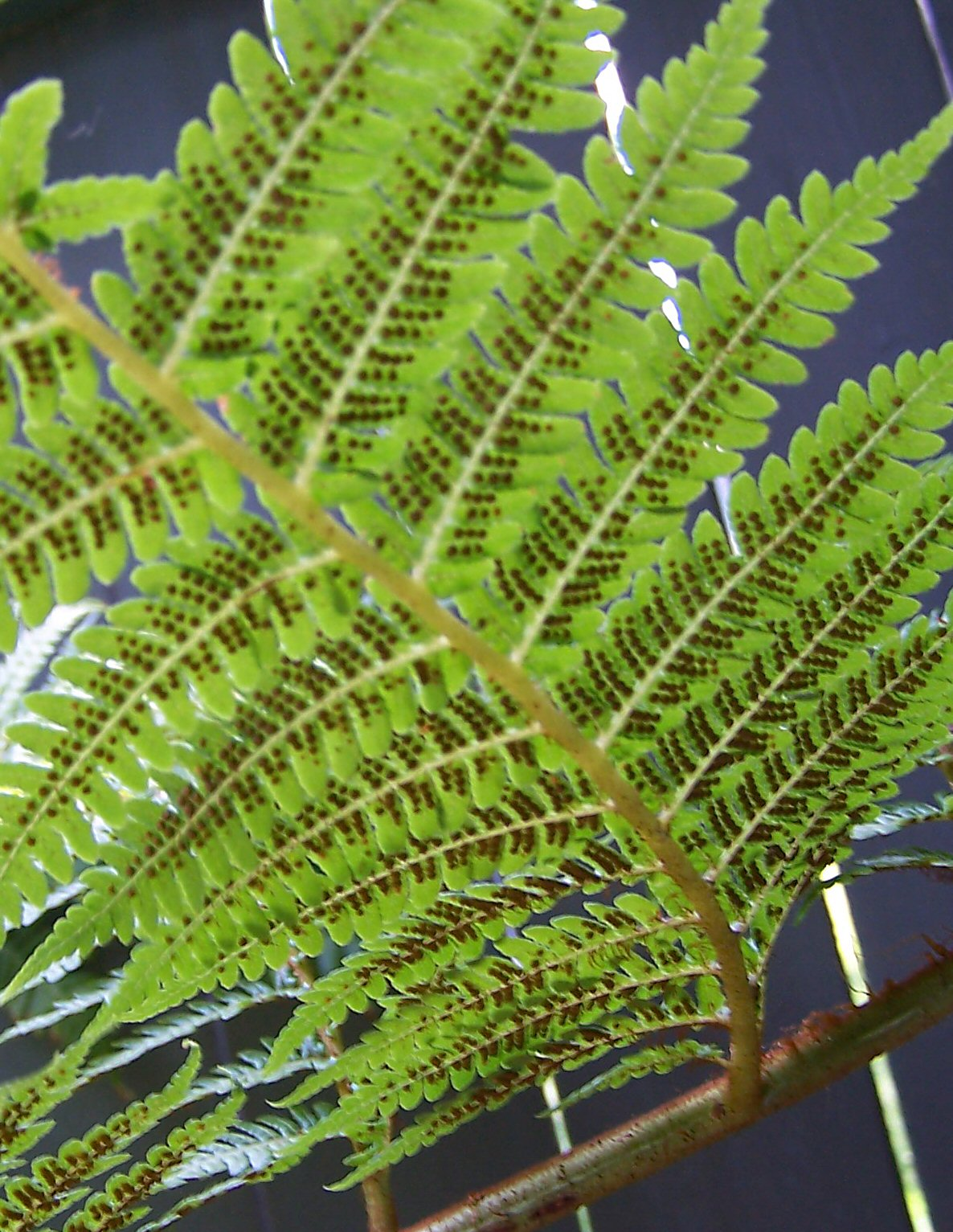
La parte sottostante di una fertile fronda di Dicksonia antarctica. Ogni punto è un singolo soro.

Il  soro  è un raggruppamento (grappolo) di sporangi. Il termine neolatino proviene dal greco σωρός (sōrós= mucchio, pila, cumulo).
Nei funghi e nei licheni il soro è circondato da uno strato esterno. In certe alghe rosse esso può prendere la forma di una depressione nel tallo. 
Nelle felci esso forma una massa giallastra o brunastra sul bordo o sotto una fronda fertile.
In alcune specie i sori sono protetti durante lo sviluppo da una scaglia o da una pellicola di tessuto chiamato indusio, che forma una copertura tipo ombrello. 
I sori si trovano nella generazione dello sporofito, la cui sporangia interna produce ploidie di meiospore. Quando la sporangia viene a maturazione, l'indusio si accartoccia e la sporangia esplode, in modo da favorire il rilascio delle spore. 
Forme, sistemazioni e posizioni dei sori sono spesso utili tracce per l'identificazione del taxon delle felci. I sori possono essere circolari o lineari. Essi possono essere sistemati in righe, parallele od oblique alla costa, o in forma casuale. La posizione può stare sui bordi o trovarsi lontano dai margini della fronda. La presenza o meno d'indusio è spesso utilizzata per identificare taxon non locali.

## Galleria d'immagini

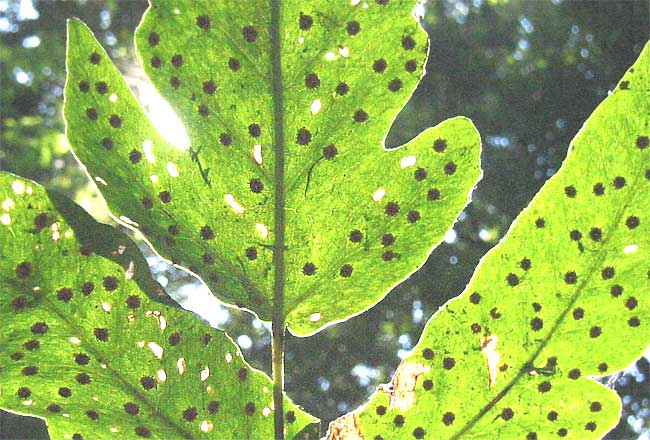
Sori sparpagliati
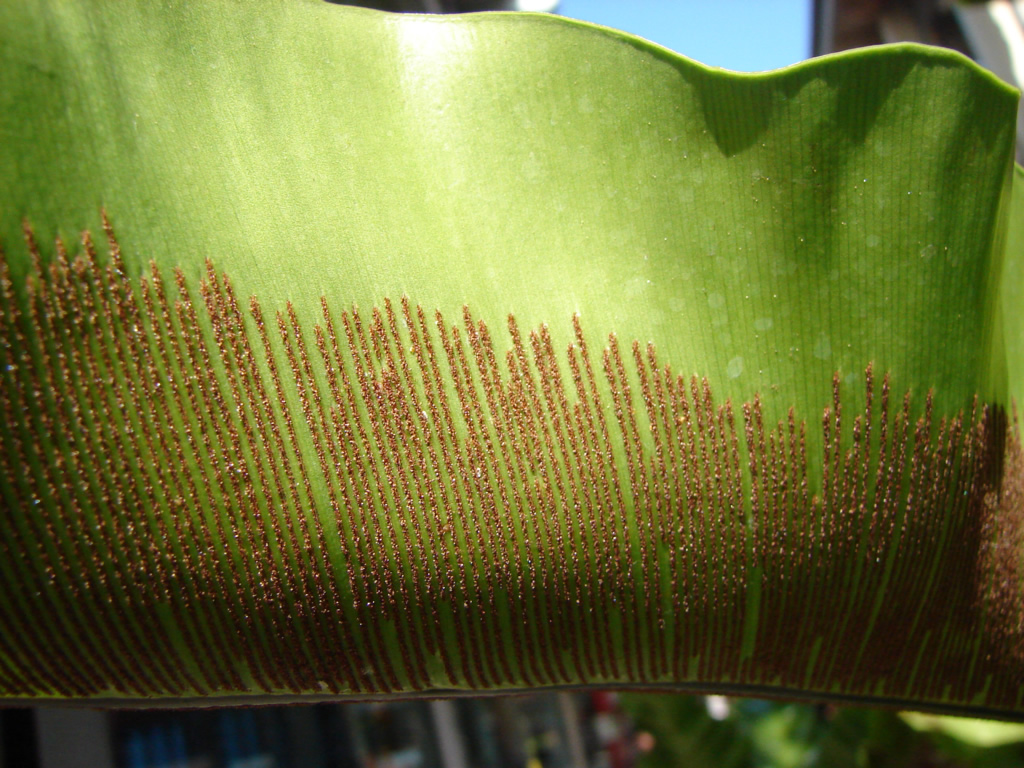
Sori lineari
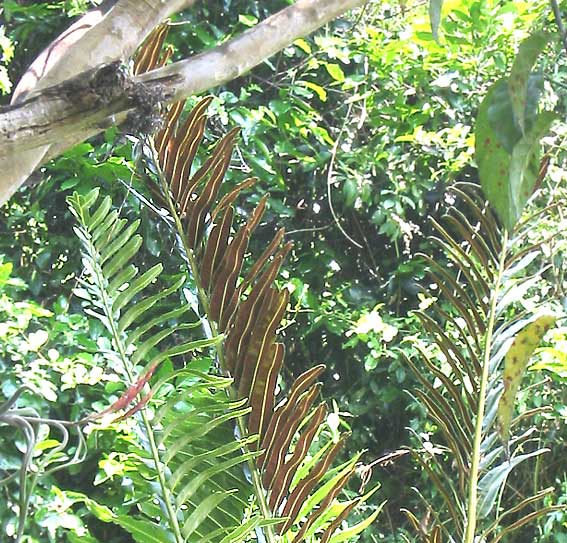
Sori ricoprenti interamente la parte sottostante della fronda
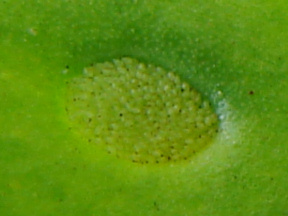
Sori con sporangia non ancora matura
Sori circolari con  sporange mature
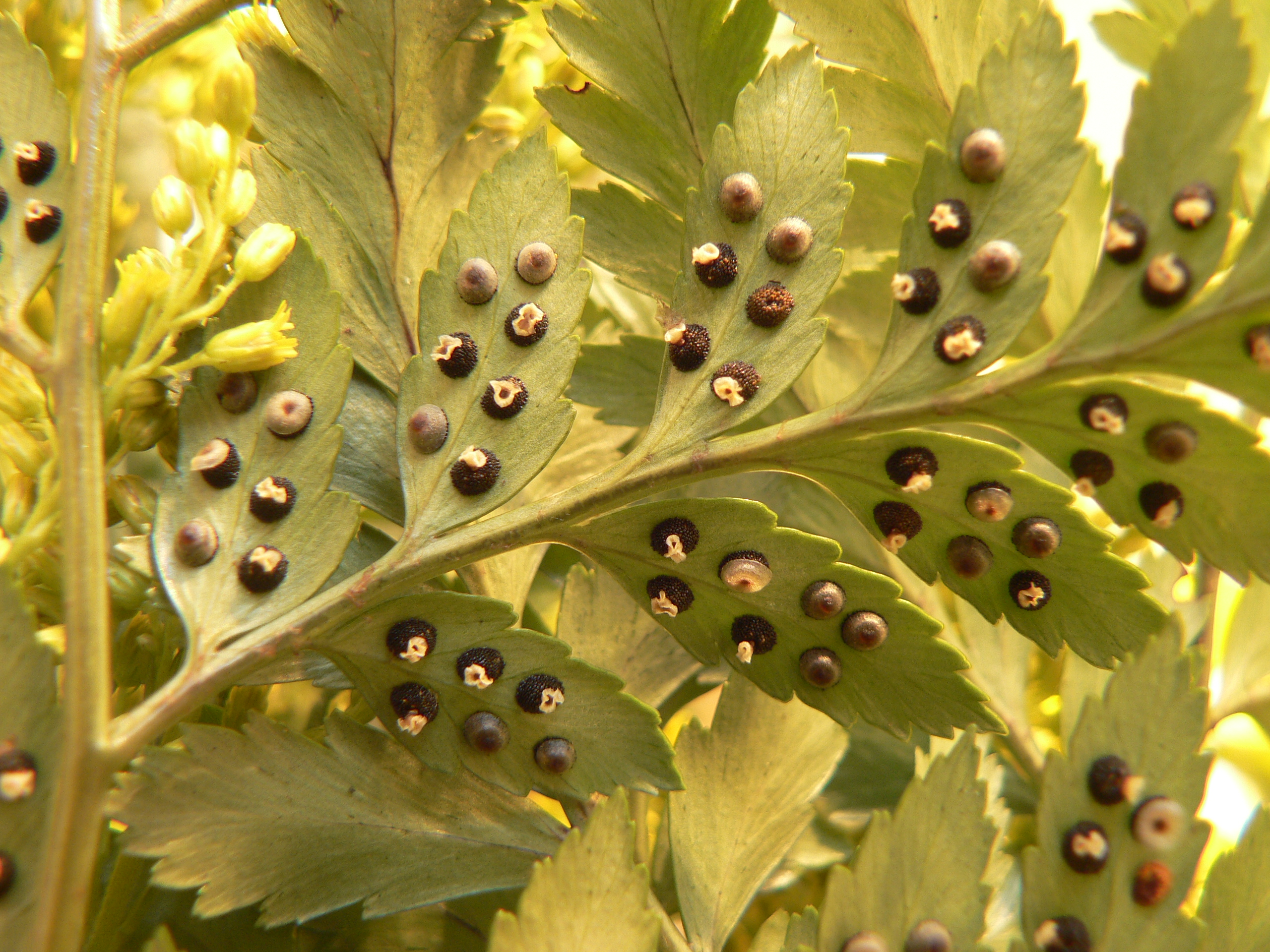
Sori con indusii a diversi stadi di sviluppo.
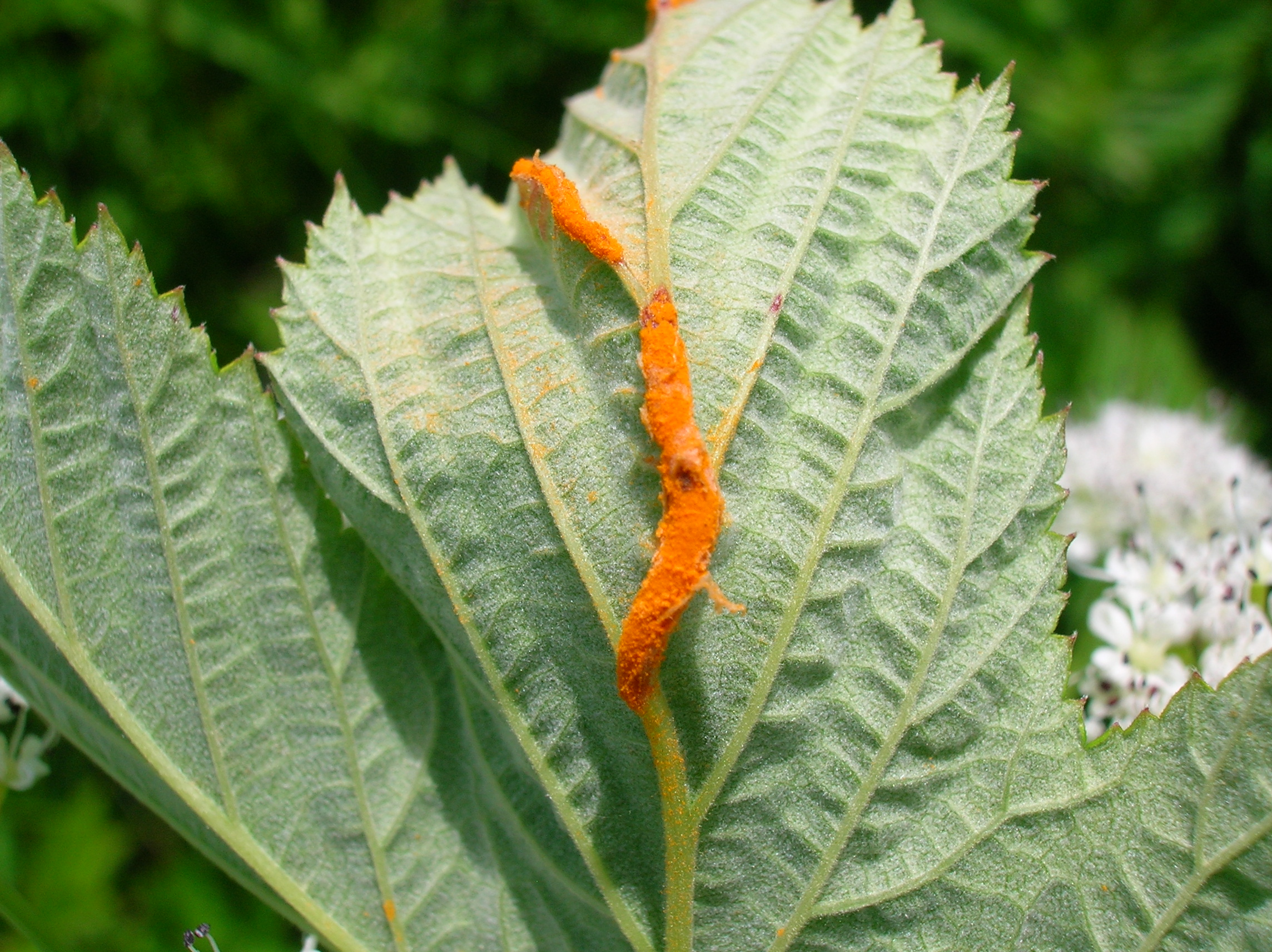
Sori fungini del Meadowsweet Rust gall.
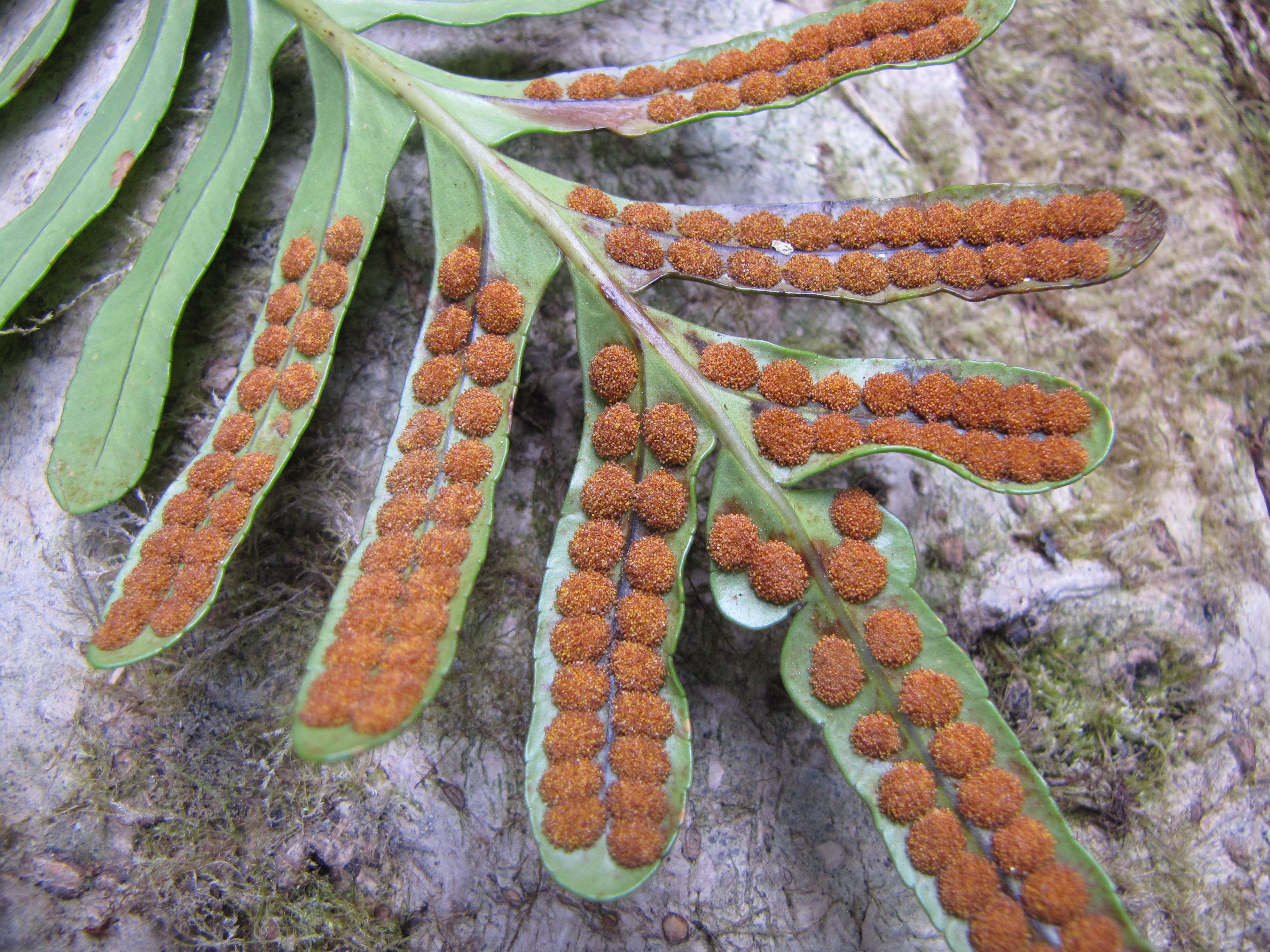
Grossi sori
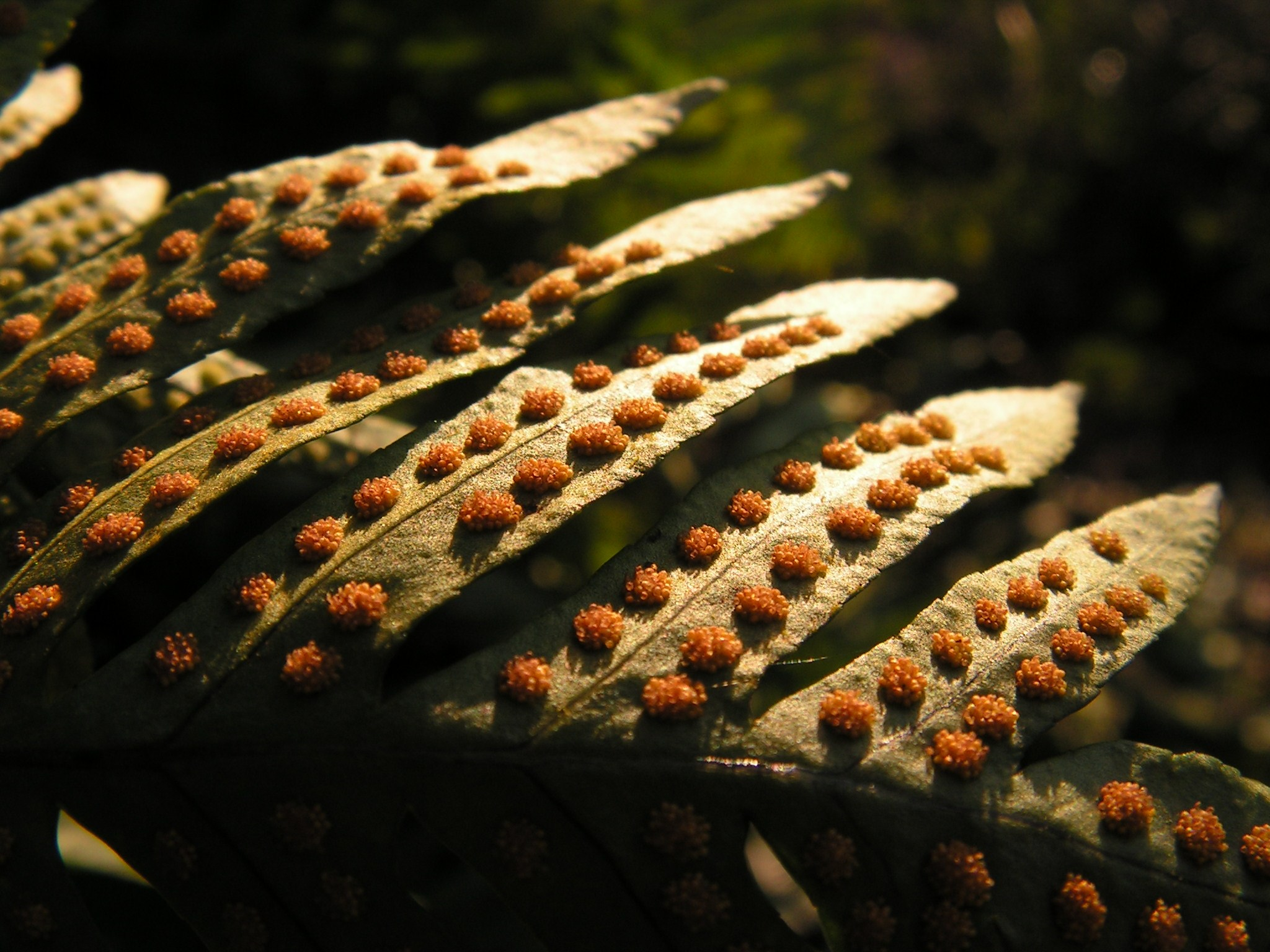
Polypodium vulgare